# Leucopogon obovatus
Leucopogon obovatus är en ljungväxtart. Leucopogon obovatus ingår i släktet Leucopogon och familjen ljungväxter.

## Underarter
Arten delas in i följande underarter:
- L. o. obovatus
- L. o. revolutus